# Абдумалік Жансая Даніярівна
Жансая Даніярівна Абдумалік (каз. Жансая Даниярқызы Әбдумәлік; 12 січня 2000, Алмати) — казахстанська шахістка, гросмейстер серед жінок від 2014 року.
Її рейтинг станом на березень 2020 року — 2461 (23-тє місце у світі, 2-ге — серед шахісток Казахстану).

## Шахова біографія
Першим тренером Жансаї був її батько Даніяр Аширов.
Свій перший титул завоювала в шість років, коли 2006 року виграла чемпіонат міста Алмати серед дівчаток до 8 років.
У січні 2007 року взяла участь у чемпіонаті Казахстану серед дівчат до 8 років, в якому здобула перемогу, набравши 8,5 очок з 9 можливих. У червні того ж року посіла 1-ше місце на міжнародному турнірі, що проходив в Україні, і в 7 років виконала норму першого розряду. У листопаді посіла 4-те місце на чемпіонаті світу серед юнаків і дівчат у Туреччині. До медалей їй не вистачило лише пів-очка.
У січні 2008 року в черговий раз стала чемпіонкою Алмати у своїй віковій групі. У березні того ж року стала абсолютною чемпіонкою Казахстану серед дівчаток до 10 років, завоювавши золоті медалі у номінаціях «класика», «рапід» і «бліц». У липні перемогла вже на чемпіонаті Азії в Ірані, ставши наймолодшою чемпіонкою Азії в історії казахстанських шахів. У жовтень на чемпіонаті світу серед дівчат до 8 років під егідою ФІДЕ (World Youth Chess Championship), набравши 10 очок з 11 можливих здобула золоту нагороду.

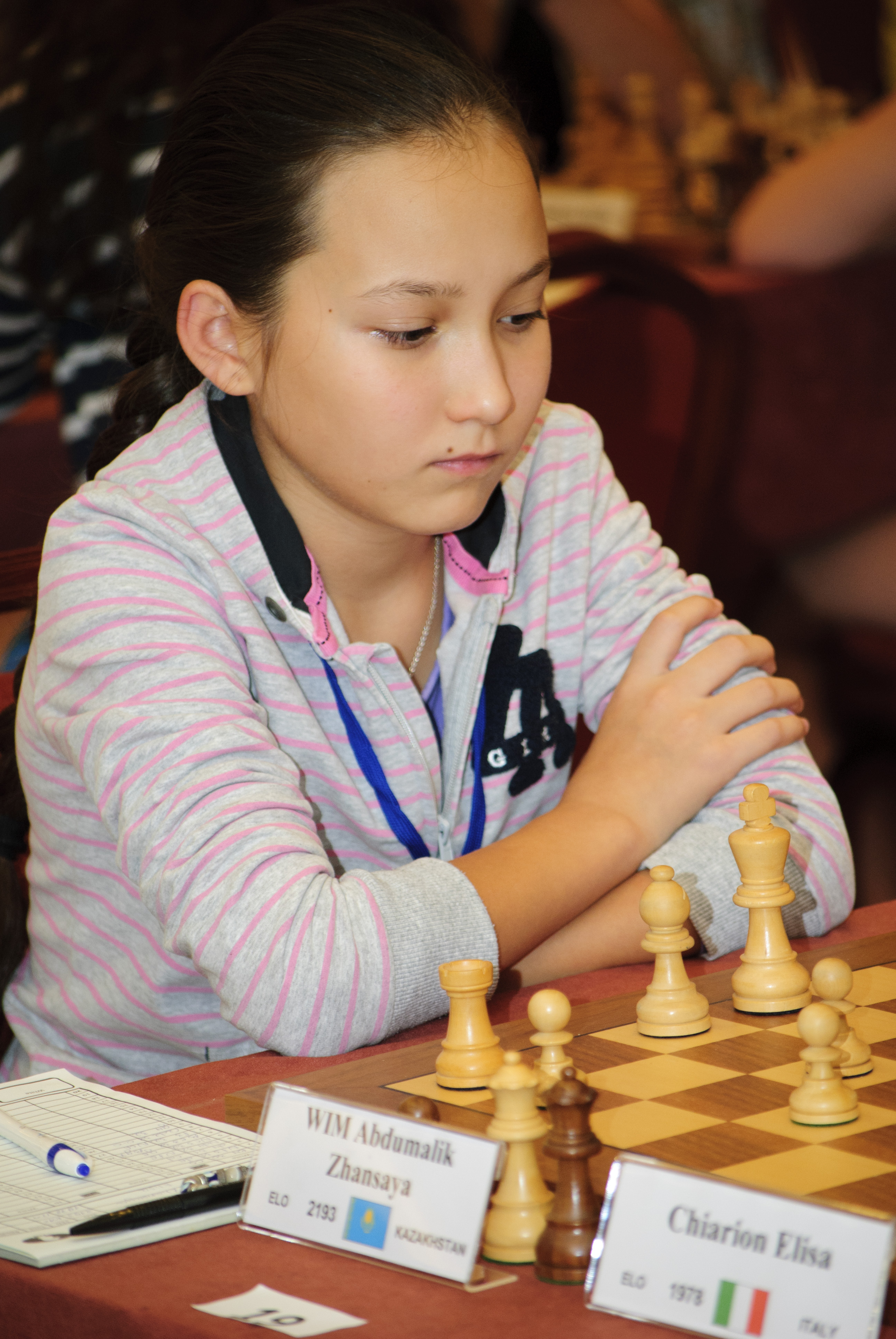
Жансая Абдумалік, 2012 рік

У липні 2010 року в Туреччині, здобувши дев'ять перемог у дев'яти партіях, стала чемпіонкою серед школярок у своїй віковій категорії, тоді багато казахстанських ЗМІ помилково прийняли цей турнір за чемпіонат світу серед дівчат, хоча турнір школярок є менш престижним, ніж чемпіонат світу. ФІДЕ присудила їй звання майстра ФІДЕ.
У травні 2011 року в Польщі знову завоювала титул найсильнішої шахістки світу серед школярок. За підсумками року ФІДЕ присудила їй звання міжнародного майстра ФІДЕ. У листопада — в бразильському місті Калдас-Новас знову перемогла на чемпіонаті світу серед дівчат, тепер вже в категорії до 12 років.
У червні 2012 року низка ЗМІ оголосили, що Жансая стала наймолодшим гросмейстером серед жінок. Але конгрес ФІДЕ не присудив Жансаї звання гросмейстера через участь в одному сумнівному турнірі. У листопаді того ж року в Маріборі стала срібною медалісткою чемпіонату світу серед дівчат у віковій категорії до 12 років.
У вересні 2013 року посіла 2-ге місце на чемпіонаті світу серед дівчат до 20 років у Туреччині, поступившись першим місцем російській шахістці Олександрі Горячкіній. У листопаді без поразок (+6 =3 -0) виграла чоловічий міжнародний турнір у Чехії «Брно Опен 2013» із серії CZECH TOUR. У грудні за підсумками року її визнано найкращою спортсменкою року в Казахстані, а також стала лауреатом Казахстанської Національної Премії «Народний улюбленець року» в номінації «Респект-спортсмен», обійшовши трьох відомих боксерів: Серіка Сапієва, Геннадія Головкіна і Даніяра Елеусінова.
У січні 2014 року на відкриття Академії шахів Жансаї Абдумалік приїхав екс-чемпіон світу Анатолій Карпов. Жансая програла обидві партії в рапід (до 20 хв), але виграла одну партію в бліц (до 15 хв) у славетного шахіста і звела другу внічию. У лютому вперше увійшла до сотні найсильніших у рейтингу ФІДЕ серед жінок. 14-річна шахістка опинилася на 89 місці і стала першим номером у Казахстані, обійшовши на 15 пунктів гросмейстера серед жінок Дінару Садуакасову. 30 березня Президентська рада ФІДЕ на засіданні в Ханти-Мансійську присудила 14-річній Жансаї Абдумалік звання гросмейстера серед жінок, таким чином вона побила національне досягнення Садуакасової, що стала гросмейстером у 16 років. 20 квітня посіла 3-тє місце на чемпіонаті Азії з бліцу в місті (Шарджа), де одночасно проходив континентальний чемпіонат Азії серед чоловіків і жінок з класичних шахів. Казахстанка поступилася лише двом гросмейстерам: китаянці Тань Джуньї та індійці Харіці Дронаваллі. У липні Азійська федерація ФІДЕ за підсумками 2013 року визнала 14-річну казахстанку найкращою шахісткою Азії до 20 років.
У вересні 2015 року на чемпіонаті світу серед дівчат до 20 років в Ханти-Мансійську Жансая довго лідирувала, але в останній партії не змогла виграти і поступилася в загальному заліку пів очка 19-річній українці майстру ФІДЕ Наталії Буксі. А за коефіцієнтом пропустила вперед ще й росіянку Аліну Бівол, посівши 3-тє місце. В 6-му турі саме Жансая завдала переможниці єдиної поразки. Взяла участь у турнірі імені Анатолія Карпова, який проходив від 23 до 31 жовтня, за участю чотирьох гросмейстерів чоловіків і чотирьох гросмейстерів жінок (в тому числі сестер Марії та Анни Музичук), де посіла передостаннє місце.
У березні 2020 року, набравши 6½ очок з 11 можливих (+3-1=7), Абдумалік посіла 3 місце на 3-му етапі гран-прі ФІДЕ серед жінок 2019/2020, що проходив у Лозанні. За підсумками турніру Жансая випередила багатьох знаних шахісток, зокрема Дронавалі Харіку, Анну та Марію Музичук, Олександру Костенюк, а також чинну чемпіонку світу китаянку Цзюй Веньцзюнь.

## Зміни рейтингу
| На цьому місці має відображатися графік чи діаграма, однак з технічних причин його відображення наразі вимкнено. Будь ласка, не видаляйте код, який викликає це повідомлення. Розробники вже працюють для того, щоби відновити штатне функціонування цього графіка або діаграми. | |
| | На цьому місці має відображатися графік чи діаграма, однак з технічних причин його відображення наразі вимкнено. Будь ласка, не видаляйте код, який викликає це повідомлення. Розробники вже працюють для того, щоби відновити штатне функціонування цього графіка або діаграми. |